# Église Saint-Denis-de-la-Chartre
L'église Saint-Denis-de-la-Chartre ou plus exactement église du prieuré Saint-Denis-de-la-Chartre est une ancienne église de Paris qui était située sur l'île de la Cité.
Ce surnom lui vient de la présence d'une chartre (une prison) localisée dans le voisinage.

## Situation
L'église Saint-Denis-de-la-Chartre était située rue de la Lanterne-en-la-Cité au coin Nord de la rue du Haut-Moulin en face de la rue de la Pelleterie. Elle était à l'entrée du pont Notre-Dame à l'angle des actuels quai de la Corse et rue d'Arcole.

## Histoire
Une église existait peut-être dès le début du XIe siècle. La fondation de l'église Saint-Denis-de-la-Chartre est due à Ansoud et Reitrude Le Riche, au début du XIe siècle. Une partie de l'église est construite au XIIe ou au  XIIIe siècle dans l'alignement de la partie Nord de l'ancienne enceinte gallo-romaine. Elle était entourée d'une petite censive et était le siège d'une des quatorze paroisses de la Cité fondées au milieu du XIe siècle. 
La population de cette petite paroisse autour du prieuré est évaluée d'après les rôles de la taille à 1 060 habitants vers 1300.
La paroisse est transférée à l'église Saint-Symphorien en 1618 et fusionne avec la paroisse Sainte-Madeleine en 1698
L'église fut rebâtie au XIVe siècle et démolie en 1810.